# .357 Magnum
El .357 S&W Magnum (Smith & Wesson), o simplemente .357 Magnum, conocido como 9×33 mmR en el sistema métrico, es un cartucho para revólver creado por la empresa de armas Smith & Wesson en 1934 y basado en uno anterior, el .38 Special. Desde su creación se ha difundido ampliamente su uso. La diferencia entre una bala disparada del .38 y otra de .357 (a pesar del nombre miden lo mismo) es que, mientras la .38 sale de la boca del cañón a 250 m/s, la Magnum lo hace a 400, con el drástico aumento de poder de detención y capacidad de perforación que conlleva esto.

## Diseño
Este cartucho fue diseñado para la policía, la autodefensa y la cacería. El objetivo de su creación fue hacer una bala de baja penetración, trayectoria plana y largo alcance efectivo.
Es excelente para la autodefensa por su alto poder de parada, que puede detener de un disparo animales superiores en tamaño al hombre. Incluso puede matar a un tigre de un disparo certero a corta distancia.[cita requerida]
Otra ventaja de los revólveres .357 Magnum es la posibilidad de usar cartuchos .38 Special, porque las balas y vainas de ambos calibres son del mismo diámetro. Sin embargo los revólveres diseñados para el cartucho .38 Special no pueden utilizar el .357 Magnum, debido a la menor longitud del tambor. No obstante, su potencia es inferior a la del resto de los calibres Magnum, como el .41 Magnum, .44 Magnum y .454 Casull.

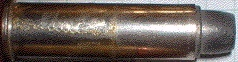
Un cartucho .357 Magnum.

Este cartucho inició la era de las municiones para revólver con balas de alta velocidad.
El .357 Magnum no debe confundirse con el .357 SIG, diseñado para las pistolas semiautomáticas y de potencia ligeramente menor que la del Magnum.

## Balística
La bala pesa 8,1 g, tiene el mismo HP, velocidad inicial de 400 m/s y potencia inicial de 790 julios.
Pero también hay otra versión de este cartucho cuya bala pesa 10,2 g, también de camisa HP, velocidad inicial de 375 m/s y potencia inicial de 725 julios.

## Sinónimos
- .357
- .357 Mag.
- .357 S&W Magnum
- 9 x 33 R (nomenclatura europea)